# Are You the One?
Are You the One? ist eine deutsche Dating-Reality-Show, die seit 2020 auf dem Streamingdienst RTL+ ausgestrahlt wird. Die ersten beiden Staffeln wurden zusätzlich bei RTL ausgestrahlt.

## Ablauf
Zwei Gruppen von je zehn alleinstehenden Frauen und Männern wurden vor Beginn der Show mit Hilfe von Fragebögen zu sogenannten „Perfect Matches“ (vollständige Übereinstimmungen) gepaart. Die Aufgabe der Teilnehmer ist es, alle Perfect Matches herauszufinden. Sollten sie dies schaffen, gewinnt die gesamte Gruppe einen Preis von bis zu 200.000 €. Während einer Staffel gehen die Teilnehmer zu Verabredungen, die in Spielen gewonnen werden können.
Eine der Date-Paarungen erhält die Möglichkeit in der „Match Box“ zu überprüfen, ob sie ein Perfect Match sind. Sollte dies zutreffen, geht dieses Paar für eine Nacht in die Honeymoon Suite und ist für alle kommenden „Matching Nights“ automatisch gepaart. In jeder Matching Night finden sich die Singles in Paaren zusammen und finden heraus, wie viele von ihnen Perfect Matches sind, jedoch nicht, welche Matches korrekt sind.
Wenn sich, abgesehen von den durch die Match Box bereits bestätigten Perfect Matches, keine korrekten Paarungen zusammenfinden, kommt es zu einem sogenannten „Blackout“ (Ausfall). In diesem Fall wird die Gewinnsumme um einen bestimmten Betrag verringert. Seit Staffel 2 gibt es zusätzlich zu den Schlafplätzen den sogenannten „Boom Boom Raum“, der ausschließlich für Sex genutzt wird.

## Staffeln

### Übersicht
| Staffel | Episodenanzahl | Erstausstrahlung (RTL+) | Erstausstrahlung (RTL+) | Erstausstrahlung (RTL) | Erstausstrahlung (RTL) | Wurden alle Perfect Matches gefunden? | Gesamtgewinn |
| Staffel | Episodenanzahl | Staffelbeginn           | Staffelfinale           | Staffelbeginn          | Staffelfinale          | Wurden alle Perfect Matches gefunden? | Gesamtgewinn |
| ------- | -------------- | ----------------------- | ----------------------- | ---------------------- | ---------------------- | ------------------------------------- | ------------ |
| 1       | 20             | 14. April 2020          | 16. Juni 2020           | 6. Mai 2020            | 12. Juli 2020          | Grünes Häkchensymbol für ja           | 200.000 €    |
| 2       | 20 (+1)        | 21. Januar 2021         | 25. März 2021           | 31. Januar 2021        | –                      | Grünes Häkchensymbol für ja           | 170.000 €    |
| 3       | 20 (+1)        | 14. Dezember 2021       | 15. Februar 2022        | –                      | –                      | Grünes Häkchensymbol für ja           | 200.000 €    |
| 4       | 20 (+1)        | 6. Dezember 2022        | 7. Februar 2023         | –                      | –                      | Grünes Häkchensymbol für ja           | 200.000 €    |
| 5       | 20 (+1)        | 16. November 2023       | 18. Januar 2024         | –                      | –                      | Rotes X oder Kreuzchensymbol für nein | 200.000 €    |
| 6       | 21 (+1)        | 4. Februar 2025         | 15. April 2025          |                        |                        | Grünes Häkchensymbol für ja           | 190.000 €    |

### Staffel 1 (2020)
Die erste Staffel wurde im Sommer 2019 in Südafrika gedreht und ab dem 14. April 2020 bei RTL+ (damals TVNOW) sowie ab dem 6. Mai 2020 bei RTL ausgestrahlt. Die Moderation übernahm Jan Köppen. Die Teilnehmenden konnten in der finalen Matching Night alle zehn Perfect Matches finden und damit 200.000 Euro gewinnen.

#### Teilnehmende
| Teilnehmer | Alter | Wohnort             |
| ---------- | ----- | ------------------- |
| Aleks      | 28    | Mülheim an der Ruhr |
| Axel       | 25    | Düsseldorf          |
| Dominic    | 24    | Berlin              |
| Edin 1     | 24    | Stuttgart           |
| Elisha     | 32    | Berlin              |
| Ferhat     | 27    | Köln                |
| Juliano    | 21    | Erlangen            |
| Kevin      | 21    | Soest               |
| Laurin     | 22    | Mönchengladbach     |
| Mo         | 34    | München             |
| René       | 28    | Graz                |

| Teilnehmerin | Alter | Wohnort      |
| ------------ | ----- | ------------ |
| Aline        | 33    | Köln         |
| Ivana        | 28    | Baden        |
| Kathi        | 24    | Kamen        |
| Laura        | 29    | Essen        |
| Luisa        | 23    | Würzburg     |
| Madleine     | 26    | Bielefeld    |
| Melissa      | 23    | Berlin       |
| Michelle     | 24    | Herzogenrath |
| Nadine       | 25    | Berlin       |
| Sabrina      | 30    | London       |

#### Match Boxes
| Woche | Paar    | Paar     | Ergebnis                              |
| ----- | ------- | -------- | ------------------------------------- |
| 1     | Mo      | Ivana    | Rotes X oder Kreuzchensymbol für nein |
| 2     | Dominic | Melissa  | Rotes X oder Kreuzchensymbol für nein |
| 3     | Mo      | Aline    | Grünes Häkchensymbol für ja           |
| 4     | Laurin  | Melissa  | Grünes Häkchensymbol für ja           |
| 5     | Elisha  | Ivana    | Rotes X oder Kreuzchensymbol für nein |
| 6     | René    | Michelle | Grünes Häkchensymbol für ja           |
| 7     | Edin    | Ivana    | Rotes X oder Kreuzchensymbol für nein |
| 8     | Axel    | Sabrina  | Rotes X oder Kreuzchensymbol für nein |
| 9     | Ferhat  | Luisa    | Rotes X oder Kreuzchensymbol für nein |
| 10    | Kevin   | Kathi    | Grünes Häkchensymbol für ja           |

#### Perfect Matches
| Paar            | Paar     | Gefunden?                   |
| --------------- | -------- | --------------------------- |
| Aleks           | Laura    | Grünes Häkchensymbol für ja |
| Axel            | Luisa    | Grünes Häkchensymbol für ja |
| Dominic         | Ivana    | Grünes Häkchensymbol für ja |
| Elisha          | Sabrina  | Grünes Häkchensymbol für ja |
| Ferhat          | Nadine   | Grünes Häkchensymbol für ja |
| Juliano         | Madleine | Grünes Häkchensymbol für ja |
| Kevin           | Kathi    | Grünes Häkchensymbol für ja |
| Laurin          | Melissa  | Grünes Häkchensymbol für ja |
| Mo              | Aline    | Grünes Häkchensymbol für ja |
| René            | Michelle | Grünes Häkchensymbol für ja |
| Anmerkungen: 1. |          |                             |

### Staffel 2 (2021)
Die zweite Staffel wurde im Herbst 2020 auf der griechischen Insel Paros gedreht und ab dem 21. Januar 2021 bei RTL+ (damals TVNOW) sowie ab dem 31. Januar 2021 bei RTL ausgestrahlt. Die Moderation übernahm diesmal Sophia Thomalla. Wie in der ersten Staffel konnten die Teilnehmenden in der finalen Matching Night alle zehn Perfect Matches finden und damit 170.000 Euro gewinnen.

#### Teilnehmende
| Teilnehmer | Alter | Wohnort         | Beruf                            |
| ---------- | ----- | --------------- | -------------------------------- |
| Aaron      | 22    | Lohmar          | Sales Consultant                 |
| Dario      | 33    | München         | Model, Key Account Manager       |
| Dominik    | 23    | Wien            | Student                          |
| Germain    | 22    | Berlin          | Model                            |
| Marc       | 24    | Erftstadt       | Selbstständig im Vertrieb        |
| Marcel     | 23    | Berlin          | Fitnesstrainer                   |
| Marko      | 22    | Rafz            | Tennislehrer                     |
| Marvin     | 26    | Mönchengladbach | Barkeeper                        |
| Maximilian | 24    | Rendsburg       | selbstständiger Handelsvertreter |
| Sascha     | 24    | Troisdorf       | Garten- und Landschaftsbauer     |

| Teilnehmerin | Alter | Wohnort     | Beruf                                                   |
| ------------ | ----- | ----------- | ------------------------------------------------------- |
| Christin     | 25    | Harsewinkel | Sozialarbeiterin                                        |
| Jill         | 20    | Essen       | Abiturientin                                            |
| Kathleen     | 26    | Nettetal    | Bürokauffrau                                            |
| Laura        | 25    | Stuttgart   | Influencerin, Studentin                                 |
| Leonie       | 25    | Wesel       | Gestalterin für visuelles Marketing, Personal Trainerin |
| Melissa      | 22    | Ludwigsburg | Auszubildende zur Groß- und Außenhandelskauffrau        |
| Mirjam       | 26    | Hamburg     | Barkeeperin, sozialpädagogische Assistenz               |
| Sabrina      | 23    | Wien        | Lehramtsstudentin                                       |
| Vanessa      | 20    | Innsbruck   | Fitnesstrainerin, Nageldesignerin                       |
| Vanessa M. 1 | 29    | Hamburg     | Krankenschwester                                        |
| Victoria     | 24    | Lind        | Make-up-Artist                                          |

#### Match Boxes
| Woche | Paar       | Paar     | Ergebnis                              |
| ----- | ---------- | -------- | ------------------------------------- |
| 1     | Maximilian | Sabrina  | Rotes X oder Kreuzchensymbol für nein |
| 2     | Germain    | Victoria | Match verkauft                        |
| 3     | Aaron      | Kathleen | Rotes X oder Kreuzchensymbol für nein |
| 4     | Marcel     | Laura    | Rotes X oder Kreuzchensymbol für nein |
| 5     | Marcel     | Leonie   | Grünes Häkchensymbol für ja           |
| 6     | Marc       | Mirjam   | Match verkauft                        |
| 7     | Dario      | Laura    | Rotes X oder Kreuzchensymbol für nein |
| 8     | Marko      | Sabrina  | Rotes X oder Kreuzchensymbol für nein |
| 9     | Aaron      | Melissa  | Grünes Häkchensymbol für ja           |
| 10    | Marc       | Mirjam   | Grünes Häkchensymbol für ja           |

#### Perfect Matches
| Paar            | Paar     | Gefunden?                   |
| --------------- | -------- | --------------------------- |
| Aaron           | Melissa  | Grünes Häkchensymbol für ja |
| Dario           | Sabrina  | Grünes Häkchensymbol für ja |
| Dominik         | Vanessa  | Grünes Häkchensymbol für ja |
| Germain         | Christin | Grünes Häkchensymbol für ja |
| Marc            | Mirjam   | Grünes Häkchensymbol für ja |
| Marcel          | Leonie   | Grünes Häkchensymbol für ja |
| Marko           | Kathleen | Grünes Häkchensymbol für ja |
| Marvin          | Jill     | Grünes Häkchensymbol für ja |
| Maximilian      | Victoria | Grünes Häkchensymbol für ja |
| Sascha          | Laura    | Grünes Häkchensymbol für ja |
| Anmerkungen: 1. |          |                             |

### Staffel 3 (2021)
Die dritte Staffel wurde im Sommer 2021 ebenfalls auf der griechischen Insel Paros gedreht und ab dem 14. Dezember 2021 bei RTL+ ausgestrahlt. Die Moderation übernahm erneut Sophia Thomalla. Wie in den beiden Staffeln zuvor konnten die Teilnehmenden auch diesmal in der finalen Matching Night alle zehn Perfect Matches finden und damit 200.000 Euro gewinnen.

#### Teilnehmende
| Teilnehmer | Alter | Beruf                                   |
| ---------- | ----- | --------------------------------------- |
| Andre      | 23    | Team-Manager in einem Basketballverein  |
| Antonino   | 24    | Fitnesstrainer                          |
| Dustin     | 25    | Student                                 |
| Jordi      | 23    | Hotelfachmann, Musiker                  |
| Leon       | 21    | Student                                 |
| Marius     | 26    | Barkeeper                               |
| Max        | 23    | dualer Student                          |
| Mike       | 22    | Be- und Entlader bei einer Versandfirma |
| Tim        | 21    | Student                                 |
| William    | 32    | Job im Online-Marketing                 |

| Teilnehmerin | Alter | Beruf                                    |
| ------------ | ----- | ---------------------------------------- |
| Dana         | 25    | Soldatin                                 |
| Desirée 1    | 30    | Sozialpädagogin, Treuetesterin           |
| Estelle      | 22    | Studentin                                |
| Isabelle     | 28    | Fitnesstrainerin                         |
| Jessica      | 20    | Kauffrau für Versicherungen und Finanzen |
| Joelina      | 24    | Studentin                                |
| Kerstin      | 23    | Erzieherin                               |
| Marie        | 24    | Bankberaterin                            |
| Monami       | 23    | Hotelfachfrau, Model                     |
| Raphaela     | 27    | Communication Consultant                 |
| Zaira        |       | Kosmetikerin                             |

#### Match Boxes
| Woche | Paar    | Paar     | Ergebnis                              |
| ----- | ------- | -------- | ------------------------------------- |
| 1     | Mike    | Jessica  | Rotes X oder Kreuzchensymbol für nein |
| 2     | Leon    | Monami   | Rotes X oder Kreuzchensymbol für nein |
| 3     | Andre   | Raphaela | Rotes X oder Kreuzchensymbol für nein |
| 4     | William | Dana     | Match verkauft                        |
| 5     | Antonio | Monami   | Rotes X oder Kreuzchensymbol für nein |
| 6     | Max     | Jessica  | Rotes X oder Kreuzchensymbol für nein |
| 7     | Marius  | Zaira    | Grünes Häkchensymbol für ja           |
| 8     | Jordi   | Raphaela | Rotes X oder Kreuzchensymbol für nein |
| 9     | Max     | Kerstin  | Rotes X oder Kreuzchensymbol für nein |
| 10    | Dustin  | Isabelle | Rotes X oder Kreuzchensymbol für nein |

#### Perfect Matches
| Paar            | Paar     | Gefunden?                   |
| --------------- | -------- | --------------------------- |
| Andre           | Isabelle | Grünes Häkchensymbol für ja |
| Antonio         | Dana     | Grünes Häkchensymbol für ja |
| Dustin          | Marie    | Grünes Häkchensymbol für ja |
| Jordi           | Estelle  | Grünes Häkchensymbol für ja |
| Leon            | Jessica  | Grünes Häkchensymbol für ja |
| Marius          | Zaira    | Grünes Häkchensymbol für ja |
| Max             | Monami   | Grünes Häkchensymbol für ja |
| Mike            | Joelina  | Grünes Häkchensymbol für ja |
| Tim             | Kerstin  | Grünes Häkchensymbol für ja |
| William         | Raphaela | Grünes Häkchensymbol für ja |
| Anmerkungen: 1. |          |                             |

### Staffel 4 (2022)
Die vierte Staffel wurde im Sommer 2022 ebenfalls auf der griechischen Insel Paros gedreht und ab dem 6. Dezember 2022 bei RTL+ ausgestrahlt. Die Moderation übernahm erneut Sophia Thomalla. Wie in den drei Staffeln zuvor konnten die Teilnehmenden auch diesmal in der finalen Matching Night alle zehn Perfect Matches finden und damit 200.000 Euro gewinnen.

#### Teilnehmende
| Teilnehmer | Alter | Wohnort        | Beruf                                        |
| ---------- | ----- | -------------- | -------------------------------------------- |
| Barkin     | 27    | Duisburg       | Erzieher                                     |
| Burim      | 27    | Mollis         | Maler                                        |
| Cris       | 26    | Hamburg        | Speditionskaufmann                           |
| Deniz      | 24    | Innsbruck      | Selbstständiger in der Kommunikationsbranche |
| Joel       | 25    | Recklinghausen | Selbstständiger Vermögensberater             |
| Ken        | 25    | Mainz          | Product Researcher                           |
| Kenneth    | 24    | Hamburg        | Finanzberater                                |
| Marwin     | 25    | Hameln         | Kaufmann für Versicherungen und Finanzen     |
| Maximilian | 28    | Arnsberg       | Berufskraftfahrer                            |
| Pascal     | 23    | Düsseldorf     | Personaltrainer                              |
| Sasa       | 23    | Berlin         | Angestellter im Familienunternehmen          |

| Teilnehmerin | Alter | Wohnort   | Beruf                                   |
| ------------ | ----- | --------- | --------------------------------------- |
| Aurelia      | 25    | Ulm       | Vertrieblerin, Model                    |
| Carina       | 23    | Bielefeld | Influencerin, Pflegekraft im Altersheim |
| Caroline     | 21    | Straubing | Schichtleiterin im Einzelhandel         |
| Dorna        | 22    | Köln      | Kosmetikerin                            |
| Henna        | 23    | München   | Studentin                               |
| Juliette     | 21    | Leipzig   | Fitnesstrainerin                        |
| Larissa      | 22    | Stuttgart | Friseurin                               |
| Stefanie     | 24    | Augsburg  | Selbstständige Gastronomin              |
| Valeria      | 22    | Lahr      | Industriekauffrau                       |
| Vanessa      | 26    | Hamburg   | Erzieherin, Masseurin                   |

#### Match Boxes
| Woche | Paar    | Paar     | Ergebnis                              |
| ----- | ------- | -------- | ------------------------------------- |
| 1     | Marvin  | Valeria  | Rotes X oder Kreuzchensymbol für nein |
| 2     | Kenneth | Dorna    | Rotes X oder Kreuzchensymbol für nein |
| 3     | Burim   | Carina   | Rotes X oder Kreuzchensymbol für nein |
| 4     | Cris    | Stefanie | Grünes Häkchensymbol für ja           |
| 5     | Max     | Valeria  | Rotes X oder Kreuzchensymbol für nein |
| 6     | Ken     | Caroline | Grünes Häkchensymbol für ja           |
| 7     | Burim   | Dorna    | Rotes X oder Kreuzchensymbol für nein |
| 8     | Joel    | Juliette | Rotes X oder Kreuzchensymbol für nein |
| 9     | Marwin  | Dorna    | Rotes X oder Kreuzchensymbol für nein |
| 10    | Pascal  | Dorna    | Rotes X oder Kreuzchensymbol für nein |

#### Perfect Matches
| Paar            | Paar     | Gefunden?                   |
| --------------- | -------- | --------------------------- |
| Barkin          | Larissa  | Grünes Häkchensymbol für ja |
| Burim           | Juliette | Grünes Häkchensymbol für ja |
| Cris            | Stefanie | Grünes Häkchensymbol für ja |
| Deniz           | Carina   | Grünes Häkchensymbol für ja |
| Joel            | Valeria  | Grünes Häkchensymbol für ja |
| Ken             | Carolin  | Grünes Häkchensymbol für ja |
| Kenneth         | Henna    | Grünes Häkchensymbol für ja |
| Marwin          | Vanessa  | Grünes Häkchensymbol für ja |
| Pascal          | Aurelia  | Grünes Häkchensymbol für ja |
| Sasa            | Dorna    | Grünes Häkchensymbol für ja |
| Anmerkungen: 1. |          |                             |

### Staffel 5 (2023)
Die fünfte Staffel wurde – genau wie die dritte Staffel des Ablegers „Reality Stars in Love“ – im Sommer 2023 auf Ko Samui (Thailand) gedreht und ab dem 16. November 2023 bei RTL+ ausgestrahlt. Die Moderation übernahm erneut Sophia Thomalla. Erstmals schafften es die Teilnehmenden nicht, bis zur finalen Matching Night alle zehn Perfect Matches zu finden und das Preisgeld zu gewinnen.

#### Teilnehmende
| Teilnehmer | Alter | Wohnort    | Beruf             |
| ---------- | ----- | ---------- | ----------------- |
| Eti        | 22    | Duisburg   | Student           |
| Gerrit     | 23    | Köln       | Student           |
| Kevin      | 20    | Berlin     | Fußballer         |
| Martin     | 25    | Augsburg   | Kundenberater     |
| Paddy      | 23    | Stuttgart  | Elektriker        |
| Paul       | 21    | Wuppertal  | Immobilienmakler  |
| Ryan       | 21    | Landshut   | Automobilkaufmann |
| Sandro     | 28    | Heidelberg | Soldat            |
| Sidar      | 25    | Krefeld    | Student           |
| Wilson     | 24    | Hamburg    | Tätowierer        |

| Teilnehmerin | Alter | Wohnort         | Beruf                             |
| ------------ | ----- | --------------- | --------------------------------- |
| Afra         | 26    | Bochum          | Studentin                         |
| Edda         | 22    | Berlin          | Personal Trainerin                |
| Jana         | 26    | Dortmund        | Krankenschwester                  |
| Julia        | 23    | Köln            | Verkäuferin                       |
| Lina 1       | 27    | Berlin          | Flugbegleiterin und Studentin     |
| Lisa-Marie   | 24    | Iserlohn        | Einzelhandelsverkäuferin          |
| Maja         | 24    | Berlin          | Marketing-Managerin               |
| Melanie 1    | 23    | Zürich          | Krankenschwester                  |
| Pia          | 24    | Magdeburg       | Bankkauffrau                      |
| Shelly       | 24    | Rostock         | Friseurmeisterin                  |
| Sina         | 26    | Schwäbisch Hall | Visual Merchandiserin             |
| Tais         | 20    | Hannover        | Event- und Social Media Managerin |

#### Match Boxes
| 1               | Paulo  | Jana    | Rotes X oder Kreuzchensymbol für nein |
| 2               | Ryan   | Lina    | Rotes X oder Kreuzchensymbol für nein |
| 3               | Kevin  | Maja    | Rotes X oder Kreuzchensymbol für nein |
| 4               | Eti    | Melanie | Rotes X oder Kreuzchensymbol für nein |
| 5               | Wilson | Shelly  | Grünes Häkchensymbol für ja           |
| 6               | Gerrit | Tais    | Grünes Häkchensymbol für ja           |
| 7               | Sandro | Sina    | Rotes X oder Kreuzchensymbol für nein |
| 8               | Paulo  | Julia   | Rotes X oder Kreuzchensymbol für nein |
| 9               | Eti    | Maja    | Match verkauft                        |
| 10              | Sandro | Afra    | Rotes X oder Kreuzchensymbol für nein |
| 11              | Kevin  | Lina    | Rotes X oder Kreuzchensymbol für nein |
| Anmerkungen: 1. |        |         |                                       |

#### Perfect Matches
| Paar            | Paar       | Gefunden?                             |
| --------------- | ---------- | ------------------------------------- |
| Eti             | Maja       | Grünes Häkchensymbol für ja           |
| Gerrit          | Tais       | Grünes Häkchensymbol für ja           |
| Kevin           | Lina       | Grünes Häkchensymbol für ja           |
| Martin          | Sina       | Rotes X oder Kreuzchensymbol für nein |
| Paddy           | Afra       | Rotes X oder Kreuzchensymbol für nein |
| Paulo           | Lisa-Marie | Grünes Häkchensymbol für ja           |
| Ryan            | Jana       | Grünes Häkchensymbol für ja           |
| Sandro          | Julia      | Grünes Häkchensymbol für ja           |
| Sidar           | Edda       | Rotes X oder Kreuzchensymbol für nein |
| Wilson          | Shelly     | Grünes Häkchensymbol für ja           |
| Anmerkungen: 1. |            |                                       |

### Staffel 6 (2025)
Die sechste Staffel wurde im Sommer 2024 auf Ko Samui gedreht und ab dem 4. Februar 2025 bei RTL+ ausgestrahlt. 

## Are You The One – Reality Stars in Love
Nach dem Erfolg des Formats beim Zielpublikum entwickelte RTL den Ableger „Reality Stars in Love“. Das Grundprinzip der Sendung bleibt dabei gleich; der Unterschied besteht einzig darin, dass die männlichen und weiblichen Singles zuvor bereits in anderen Dating-Reality-Shows zu sehen gewesen waren.

### Übersicht
| Staffel | Episodenanzahl | Erstausstrahlung (RTL+) | Erstausstrahlung (RTL+) | Wurden alle Perfect Matches gefunden? | Gesamtgewinn |
| Staffel | Episodenanzahl | Staffelbeginn           | Staffelfinale           | Wurden alle Perfect Matches gefunden? | Gesamtgewinn |
| ------- | -------------- | ----------------------- | ----------------------- | ------------------------------------- | ------------ |
| 1       | 20 (+1)        | 8. Juli 2021            | 16. September 2021      | Rotes X oder Kreuzchensymbol für nein | 450.000 €    |
| 2       | 21 (+1)        | 2. August 2022          | 11. Oktober 2022        | Grünes Häkchensymbol für ja           | 195.000 €    |
| 3       | 21 (+1)        | 17. August 2023         | 26. Oktober 2023        | Grünes Häkchensymbol für ja           | 180.000 €    |
| 4       | 20 (+1)        | 26. Juli 2024           | 4. Oktober 2024         | Grünes Häkchensymbol für ja           | 110.000 €    |

### Staffel 1 (2021)
Die erste Staffel von „Reality Stars in Love“ wurde im Frühjahr 2021 auf der griechischen Insel Paros gedreht und ab dem 8. Juli 2021 bei RTL+ (damals TVNOW) ausgestrahlt. Die Moderation übernahm – genau wie in den regulären Staffeln – Sophia Thomalla. Erstmals schafften es die Teilnehmenden nicht, bis zur finalen Matching Night alle zehn Perfect Matches zu finden und das Preisgeld zu gewinnen.

#### Teilnehmende
| Teilnehmer               | Alter | Wohnort             | Zuvor teilgenommen bei                             |
| ------------------------ | ----- | ------------------- | -------------------------------------------------- |
| Alexander „Alex“ Golz    | 24    | Essen               | Die Bachelorette                                   |
| Danilo Sellaro           | 26    | Schweiz             | Die Bachelorette (Schweiz), Ex on the Beach        |
| Diogo Sangre             | 26    | Köln                | Temptation Island, Ex on the Beach                 |
| Eugen Lopez              | 28    | Essen               | Temptation Island                                  |
| Francesco Gargiullo      | 27    | Remscheid           | Love Island                                        |
| Jamy Schröder            | 32    | Hamburg             | Die Bachelorette (Schweiz)                         |
| Josua Günther            | 25    | Waghäusel           | Love Island                                        |
| Manuel Schmidt           | 26    | Kassel              | Die Bachelorette                                   |
| Salvatore Vassallo       | 27    | Mülheim an der Ruhr | Temptation Island, Paradise Hotel, Ex on the Beach |
| Tom „Tommy“ Paco-Pedrono | 26    | Nizza               | Ex on the Beach                                    |

| Teilnehmerin               | Alter | Wohnort           | Zuvor teilgenommen bei                                       |
| -------------------------- | ----- | ----------------- | ------------------------------------------------------------ |
| Aurelia Lamprecht          | 24    | Frankfurt am Main | Love Island                                                  |
| Finnja Bünhove             | 22    | Köln              | Take Me Out, Love Island, Temptation Island, Ex on the Beach |
| Jacqueline „Jacky“ Siemsen | 31    | Dubai             | Temptation Island, Ex on the Beach                           |
| Jill Lange                 | 20    | Essen             | Are You The One? (Staffel 2)                                 |
| Julia „Jules“ Wohlgemuth   | 25    | Cölbe             | Love Island                                                  |
| Kathleen Glawe             | 26    | Nettetal          | Are You The One? (Staffel 2)                                 |
| Melina Hoch                | 24    | Köln              | Love Island                                                  |
| Sarah Milewski             | 27    | Kassel            | Nxt Please, Temptation Island, Temptation Island VIP         |
| Stefanie „Steffi“ Herrmann | 31    | Augsburg          | Take Me Out, Just Tattoo Of Us                               |
| Vanessa Hofinger 1         | 28    | Österreich        | Ex on the Beach                                              |
| Walentina Doronina         | 20    | Essen             | Ex on the Beach                                              |

#### Match Boxes
| 1               | Danilo          | Finnja          | Rotes X oder Kreuzchensymbol für nein |
| 2               | keine Match Box | keine Match Box | keine Match Box                       |
| 3               | Tommy           | Walentina       | Rotes X oder Kreuzchensymbol für nein |
| 4               | Diogo           | Aurelia         | Match verkauft                        |
| 5               | Tommy           | Melina          | Match verkauft                        |
| 6               | Salvatore       | Finnja          | Rotes X oder Kreuzchensymbol für nein |
| 7               | Eugen           | Finnja          | Rotes X oder Kreuzchensymbol für nein |
| 8               | Eugen           | Steffi          | Rotes X oder Kreuzchensymbol für nein |
| 9               | Josua           | Sarah           | Rotes X oder Kreuzchensymbol für nein |
| 10              | Josua           | Aurelia         | Grünes Häkchensymbol für ja           |
| Anmerkungen: 1. |                 |                 |                                       |

#### Matching Nights
| Matching Night 1      | Matching Night 1      | Matching Night 2     | Matching Night 3          | Matching Night 3          | Matching Night 4          | Matching Night 4          | Matching Night 5          | Matching Night 5          | Matching Night 6          | Matching Night 6          | Matching Night 6          | Matching Night 6          | Matching Night 7                   | Matching Night 7                   | Matching Night 8          | Matching Night 8          | Matching Night 9          | Matching Night 9          |
| --------------------- | --------------------- | -------------------- | ------------------------- | ------------------------- | ------------------------- | ------------------------- | ------------------------- | ------------------------- | ------------------------- | ------------------------- | ------------------------- | ------------------------- | ---------------------------------- | ---------------------------------- | ------------------------- | ------------------------- | ------------------------- | ------------------------- |
| Männerwahl            | Männerwahl            | keine Matching Night | Frauenwahl                | Frauenwahl                | Männerwahl                | Männerwahl                | Frauenwahl                | Frauenwahl                | Männerwahl                | Männerwahl                | Frauenwahl                | Frauenwahl                | Männerwahl                         | Männerwahl                         | Frauenwahl                | Frauenwahl                | Männerwahl                | Männerwahl                |
| Anzahl der Lichter: 3 | Anzahl der Lichter: 3 |                      | Anzahl der Lichter: 2 (3) | Anzahl der Lichter: 2 (3) | Anzahl der Lichter: 3 (4) | Anzahl der Lichter: 3 (4) | Anzahl der Lichter: 2 (3) | Anzahl der Lichter: 2 (3) | Anzahl der Lichter: 2 (3) | Anzahl der Lichter: 2 (3) | Anzahl der Lichter: 1 (2) | Anzahl der Lichter: 1 (2) | Anzahl der Lichter: 0 (1) BLACKOUT | Anzahl der Lichter: 0 (1) BLACKOUT | Anzahl der Lichter: 3 (4) | Anzahl der Lichter: 3 (4) | Anzahl der Lichter: 6 (7) | Anzahl der Lichter: 6 (7) |
| Manuel                | Kathleen              |                      | Manuel                    | Kathleen                  | Manuel                    | Kathleen                  | Manuel                    | Jill                      | Manuel                    | Kathleen                  | Manuel                    | Kathleen                  | Manuel                             | Finnja                             | Manuel                    | Kathleen                  | Manuel                    | Kathleen                  |
| Eugen                 | Walentina             |                      | Eugen                     | Steffi                    | Eugen                     | Finnja                    | Eugen                     | Finnja                    | Eugen                     | Finnja                    | Eugen                     | Jill                      | Eugen                              | Jacky                              | Eugen                     | Melina                    | Eugen                     | Walentina                 |
| Diogo                 | Aurelia               |                      | Diogo                     | Aurelia                   | Diogo                     | Aurelia                   | Diogo                     | Vanessa                   | Diogo                     | Aurelia                   | Diogo                     | Vanessa                   | Diogo                              | Vanessa                            | Diogo                     | Vanessa                   | Diogo                     | Jill                      |
| Salvatore             | Jacky                 |                      | Salvatore                 | Jacky                     | Salvatore                 | Walentina                 | Salvatore                 | Kathleen                  | Salvatore                 | Jacky                     | Salvatore                 | Walentina                 | Salvatore                          | Jill                               | Salvatore                 | Walentina                 | Salvatore                 | Jacky                     |
| Danilo                | Steffi                |                      | Danilo                    | Sarah                     | Danilo                    | Melina                    | Danilo                    | Aurelia                   | Danilo                    | Jill                      | Danilo                    | Aurelia                   | Danilo                             | Aurelia                            | Danilo                    | Jill                      | Danilo                    | Sarah                     |
| Josua                 | Sarah                 |                      | Josua                     | Walentina                 | Josua                     | Sarah                     | Josua                     | Walentina                 | Josua                     | Walentina                 | Josua                     | Sarah                     | Josua                              | Walentina                          | Josua                     | Vanessa                   | Josua                     | Aurelia                   |
| Francesco             | Finnja                |                      | Francesco                 | Jules                     | Francesco                 | Jules                     | Francesco                 | Jules                     | Francesco                 | Jules                     | Francesco                 | Jules                     | Francesco                          | Jules                              | Francesco                 | Jules                     | Francesco                 | Jules                     |
| Tommy                 | Melina                |                      | Tommy                     | Melina                    | Tommy                     | Jill                      | Tommy                     | Melina                    | Tommy                     | Melina                    | Tommy                     | Melina                    | Tommy                              | Steffi                             | Tommy                     | Finnja                    | Tommy                     | Finnja                    |
| Alex                  | Jules                 |                      | Alex                      | Finnja                    | Alex                      | Steffi                    | Alex                      | Sarah                     | Alex                      | Steffi                    | Alex                      | Jacky                     | Alex                               | Melina                             | Alex                      | Sarah                     | Alex                      | Vanessa                   |
| Jamy                  | Jill                  |                      | Jamy                      | Jill                      | Jamy                      | Vanessa                   | Jamy                      | Steffi                    | Jamy                      | Sarah                     | Jamy                      | Finnja                    | Jamy                               | Sarah                              | Jamy                      | Steffi                    | Jamy                      | Steffi                    |
|                       |                       |                      |                           |                           | -                         | Jacky                     | -                         | Jacky                     | -                         | Vanessa                   | -                         | Steffi                    | -                                  | Kathleen                           | -                         | Jacky                     | -                         | Melina                    |
| Anmerkungen: 1.       |                       |                      |                           |                           |                           |                           |                           |                           |                           |                           |                           |                           |                                    |                                    |                           |                           |                           |                           |

#### Perfect Matches
| Paar            | Paar      | Gefunden?                             |
| --------------- | --------- | ------------------------------------- |
| Alex            | Vanessa   | Grünes Häkchensymbol für ja           |
| Danilo          | Melina    | Rotes X oder Kreuzchensymbol für nein |
| Diogo           | Finnja    | Rotes X oder Kreuzchensymbol für nein |
| Eugen           | Walentina | Grünes Häkchensymbol für ja           |
| Francesco       | Jules     | Grünes Häkchensymbol für ja           |
| Jamy            | Steffi    | Grünes Häkchensymbol für ja           |
| Josua           | Aurelia   | Grünes Häkchensymbol für ja           |
| Manuel          | Kathleen  | Grünes Häkchensymbol für ja           |
| Salvatore       | Jacky     | Grünes Häkchensymbol für ja           |
| Tommy           | Jill      | Rotes X oder Kreuzchensymbol für nein |
| Anmerkungen: 1. |           |                                       |

### Staffel 2 (2022)
Die zweite Staffel von „Reality Stars in Love“ wurde im Frühjahr 2022 auf der griechischen Insel Paros gedreht und ab dem 2. August 2022 bei RTL+ ausgestrahlt. Die Moderation übernahm erneut Sophia Thomalla. Im Gegensatz zur ersten Staffel konnten die Teilnehmenden in der finalen Matching Night alle zehn Perfect Matches finden und damit 195.000 Euro gewinnen.

#### Teilnehmende
| Teilnehmer              | Alter | Wohnort       | Zuvor teilgenommen bei                                                                         |
| ----------------------- | ----- | ------------- | ---------------------------------------------------------------------------------------------- |
| Amadu Effendi Coulibaly | 25    | Köln          | Love Island, Take Me Out                                                                       |
| Calvin Kleinen          | 30    | Aachen        | Couple Challenge, Temptation Island VIP, Promis unter Palmen, Reality Shore, Temptation Island |
| Fabio De Pasquale       | 27    | Berlin        | Couple Challenge, Temptation Island                                                            |
| Felix Kaufels 1         | 25    | Gelsenkirchen | Temptation Island                                                                              |
| Luca Wetzel             | 25    | Geestland     | Love Island                                                                                    |
| Lukas Berghof           | 30    | Bodelshausen  | Temptation Island VIP, Take Me Out XXL                                                         |
| Martin Fuhsy            | 30    | Gütersloh     | Love Island                                                                                    |
| Maurice Dziwak          | 23    | Oberhausen    | Love Island                                                                                    |
| Max Schnabel            | 24    | Stuttgart     | Take Me Out, Date or Drop, Ex on the Beach, Temptation Island                                  |
| Michael „Micha“ Schüler | 24    | Leudersdorf   | Couple Challenge, Mein Date, mein bester Freund & ich                                          |
| Pharrell Harrell        | 31    | Xanten        | Die Bachelorette (Schweiz), Temptation Island VIP, Köln 50667                                  |

| Teilnehmerin             | Alter | Wohnort                  | Zuvor teilgenommen bei                                                                                               |
| ------------------------ | ----- | ------------------------ | --- |
| Anna Iffländer           | 26    | Dortmund                 | Ex on the Beach, Love Island                                                                                         |
| Cecilia Asoro            | 26    | Düsseldorf               | Prominent getrennt, Beauty & The Nerd, Der Bachelor, Take Me Out, Germany’s Next Topmodel                            |
| Celina Pop               | 23    | Nürnberg                 | Ex on the Beach |
| Franziska „Franzi“ Temme | 27    | Kassel                   | Der Bachelor |
| Gina Kapala              | 24    | Duisburg                 | Ex on the Beach, Reality Shore, Temptation Island                                                                    |
| Isabelle Brauneis        | 29    | Taufkirchen              | Are You The One? (Staffel 3)                                                                                         |
| Karina Bauer             | 27    | Reichshof                | Beauty & The Nerd |
| Luisa Krappmann          | 20    | Pettstadt                | Beauty & The Nerd, Temptation Island, Paradise Hotel                                                                 |
| Ricarda Raatz            | 29    | Solingen                 | Beauty & The Nerd, Shopping Queen, Love Island                                                                       |
| Zoe Saip                 | 22    | Baden (Niederösterreich) | Ich bin ein Star – Die große Dschungelshow, Prominent und obdachlos, Kampf der Realitystars, Germany’s Next Topmodel |

#### Match Boxes
| Woche | Paar     | Paar     | Ergebnis                              |
| ----- | -------- | -------- | ------------------------------------- |
| 1     | Martin   | Zoe      | Rotes X oder Kreuzchensymbol für nein |
| 2     | Pharrell | Karina   | Rotes X oder Kreuzchensymbol für nein |
| 3     | Lukas    | Celina   | Rotes X oder Kreuzchensymbol für nein |
| 4     | Amadu    | Isabelle | Match verkauft                        |
| 5     | Felix    | Ricarda  | Rotes X oder Kreuzchensymbol für nein |
| 6     | Pharrell | Isabelle | Rotes X oder Kreuzchensymbol für nein |
| 7     | Amadu    | Cecilia  | Grünes Häkchensymbol für ja           |
| 8     | Micha    | Anna     | Grünes Häkchensymbol für ja           |
| 9     | Pharrell | Ricarda  | Rotes X oder Kreuzchensymbol für nein |
| 10    | Max      | Franzi   | Rotes X oder Kreuzchensymbol für nein |

#### Matching Nights
| Matching Night 1      | Matching Night 1      | Matching Night 2      | Matching Night 2      | Matching Night 3      | Matching Night 3      | Matching Night 4     | Matching Night 4     | Matching Night 5          | Matching Night 5          | Matching Night 6          | Matching Night 6          | Matching Night 7          | Matching Night 7          | Matching Night 8          | Matching Night 8          | Matching Night 9          | Matching Night 9          | Matching Night 10      | Matching Night 10      |
| --------------------- | --------------------- | --------------------- | --------------------- | --------------------- | --------------------- | -------------------- | -------------------- | ------------------------- | ------------------------- | ------------------------- | ------------------------- | ------------------------- | ------------------------- | ------------------------- | ------------------------- | ------------------------- | ------------------------- | ---------------------- | ---------------------- |
| Männerwahl            | Männerwahl            | Frauenwahl            | Frauenwahl            | Männerwahl            | Männerwahl            | keine Matching Night | keine Matching Night | Frauenwahl                | Frauenwahl                | Männerwahl                | Männerwahl                | Männerwahl                | Männerwahl                | Frauenwahl                | Frauenwahl                | Männerwahl                | Männerwahl                | Frauenwahl             | Frauenwahl             |
| Anzahl der Lichter: 3 | Anzahl der Lichter: 3 | Anzahl der Lichter: 2 | Anzahl der Lichter: 2 | Anzahl der Lichter: 3 | Anzahl der Lichter: 3 |                      |                      | Anzahl der Lichter: 2 (3) | Anzahl der Lichter: 2 (3) | Anzahl der Lichter: 2 (3) | Anzahl der Lichter: 2 (3) | Anzahl der Lichter: 2 (4) | Anzahl der Lichter: 2 (4) | Anzahl der Lichter: 2 (5) | Anzahl der Lichter: 2 (5) | Anzahl der Lichter: 4 (7) | Anzahl der Lichter: 4 (7) | Anzahl der Lichter: 10 | Anzahl der Lichter: 10 |
| Amadu                 | Cecilia               | Amadu                 | Gina                  | Amadu                 | Cecilia               |                      |                      | Amadu                     | Cecilia                   | Amadu                     | -                         | Amadu                     | Cecilia                   | Amadu                     | Cecilia                   | Amadu                     | Cecilia                   | Amadu                  | Cecilia                |
| Calvin                | Gina                  | Calvin                | Luisa                 | Calvin                | Karina                |                      |                      | Calvin                    | -                         | Calvin                    | Karina                    | Calvin                    | Karina                    | Calvin                    | Franzi                    | Calvin                    | Gina                      | Calvin                 | Franzi                 |
| Fabio                 | Luisa                 | Fabio                 | Karina                | Fabio                 | Celina                |                      |                      | Fabio                     | Celina                    | Fabio                     | Celina                    | Fabio                     | Celina                    | Fabio                     | Gina                      | Fabio                     | Celina                    | Fabio                  | Celina                 |
| Luca                  | Zoe                   | Luca                  | Franzi                | Luca                  | Isabelle              |                      |                      | Luca                      | Zoe                       | Luca                      | Zoe                       | Luca                      | Zoe                       | Luca                      | Celina                    | Luca                      | -                         | Luca                   | Karina                 |
| Lukas                 | Isabelle              | Lukas                 | Zoe                   | Lukas                 | Franzi                |                      |                      | Lukas                     | Luisa                     | Lukas                     | Luisa                     | Lukas                     | Luisa                     | Lukas                     | Luisa                     | Lukas                     | Luisa                     | Lukas                  | Luisa                  |
| Martin                | Celina                | Martin                | Isabelle              | Martin                | Anna                  |                      |                      | Martin                    | Karina                    | Martin                    | Isabelle                  | Martin                    | Isabelle                  | Martin                    | Karina                    | Martin                    | Karina                    | Martin                 | Gina                   |
| Maurice               | Ricarda               | Maurice               | Ricarda               | Maurice               | Ricarda               |                      |                      | Maurice                   | Isabelle                  | Maurice                   | Cecilia                   | Maurice                   | -                         | Maurice                   | Zoe                       | Maurice                   | Ricarda                   | Maurice                | Ricarda                |
| Max                   | Franzi                | Max                   | Celina                | Max                   | Zoe                   |                      |                      | Max                       | Ricarda                   | Max                       | Franzi                    | Max                       | Franzi                    | Max                       | -                         | Max                       | Franzi                    | Max                    | -                      |
| Micha                 | Anna                  | Micha                 | Anna                  | Micha                 | Gina                  |                      |                      | Micha                     | Franzi                    | Micha                     | Anna                      | Micha                     | Anna                      | Micha                     | Anna                      | Micha                     | Anna                      | Micha                  | Anna                   |
| Pharrell              | Karina                | Pharrell              | Cecilia               | Pharrell              | Luisa                 |                      |                      | Pharrell                  | Anna                      | Pharrell                  | Ricarda                   | Pharrell                  | Ricarda                   | Pharrell                  | Ricarda                   | Pharrell                  | Zoe                       | Pharrell               | Zoe                    |
| -                     | -                     | -                     | -                     | -                     | -                     |                      |                      | Felix                     | Gina                      | Felix                     | Gina                      | Felix                     | Gina                      | Felix                     | Isabelle                  | Felix                     | Isabelle                  | Felix                  | Isabelle               |
| Anmerkungen: 1.       |                       |                       |                       |                       |                       |                      |                      |                           |                           |                           |                           |                           |                           |                           |                           |                           |                           |                        |                        |

#### Perfect Matches
| Paar            | Paar     | Gefunden?                   |
| --------------- | -------- | --------------------------- |
| Amadu           | Cecilia  | Grünes Häkchensymbol für ja |
| Calvin          | Franzi   | Grünes Häkchensymbol für ja |
| Fabio           | Celina   | Grünes Häkchensymbol für ja |
| Felix           | Isabelle | Grünes Häkchensymbol für ja |
| Luca            | Karina   | Grünes Häkchensymbol für ja |
| Lukas           | Luisa    | Grünes Häkchensymbol für ja |
| Martin          | Gina     | Grünes Häkchensymbol für ja |
| Maurice         | Ricarda  | Grünes Häkchensymbol für ja |
| Micha           | Anna     | Grünes Häkchensymbol für ja |
| Pharrell        | Zoe      | Grünes Häkchensymbol für ja |
| Anmerkungen: 1. |          |                             |

### Staffel 3 (2023)
Die dritte Staffel von „Reality Stars in Love“ wurde im Frühjahr 2023 erstmals auf Ko Samui (Thailand) gedreht und ab dem 17. August 2023 bei RTL+ ausgestrahlt. Die Moderation übernahm erneut Sophia Thomalla. Genau wie in der vorherigen Staffel konnten die Teilnehmenden in der finalen Matching Night alle zehn Perfect Matches finden und damit 180.000 Euro gewinnen.

#### Teilnehmende
| Teilnehmer            | Alter | Wohnort                | Zuvor teilgenommen bei |
| --------------------- | ----- | ---------------------- | --- |
| Danilo Cristilli      | 26    | Villingen-Schwenningen | Love Island, Germany Shore                                                                                                   |
| Elia Berthoud         | 30    | Schaffhausen           | Germany Shore |
| Emanuell Weißenberger | 30    | München                | Die Bachelorette |
| Fabio Knez            | 30    | München                | Make Love, Fake Love |
| Martini „Teezy“       | 28    | Düsseldorf             | Ex on the Beach |
| Marvin Kleinen        | 28    | Aachen                 | Couple Challenge, Swipe, Match, Love?                                                                                        |
| Max Bornmann 1        | 26    | Waghäusel              | Make Love, Fake Love |
| Mike Heiter           | 31    | Essen                  | Love Island, Das Sommerhaus der Stars, Just Tattoo Of Us, Ich bin ein Star – Die große Dschungelshow, Kampf der Realitystars |
| Paco Herb             | 27    | Hannover               | Love Island |
| Peter Kujan           | 25    | Zürich                 | Die Bachelorette, Germany Shore                                                                                              |
| Steffen Vogeno        | 28    | Oldenburg              | Die Bachelorette |

| Teilnehmerin               | Alter | Wohnort      | Zuvor teilgenommen bei                                            |
| -------------------------- | ----- | ------------ | ----------------------------------------------------------------- |
| Alicia Costa Pinheiro      | 29    | Neuried      | Temptation Island                                                 |
| Christina „Shakira“ Rusch  | 25    | Queidersbach | Der Bachelor, Bachelor in Paradise                                |
| Darya Strelnikova 2        | 30    | München      | Germany’s Next Topmodel                                           |
| Jennifer „Jenny“ Degenhart | 25    | Köln         | Love Island, Eating With My Ex                                    |
| Kim Virginia Hartung       | 27    | Miami        | Der Bachelor, Temptation Island, Bachelor in Paradise             |
| Marie Müller               | 26    | Wels         | Are You The One? (Staffel 3)                                      |
| Paulina Pilch              | 20    | Köln         | Ex on the Beach                                                   |
| Sabrina Wlk                | 26    | Wien         | Are You The One? (Staffel 2), Take Me Out, Der Bachelor (Schweiz) |
| Sandra Sicora              | 30    | Köln         | Ex on the Beach, Couple Challenge, Temptation Island VIP          |
| Stefanie „Steffi“ Schaller | 26    | Augsburg     | Are You The One? (Staffel 4)                                      |

#### Match Boxes
| 1               | Danilo          | Jenny           | Rotes X oder Kreuzchensymbol für nein |
| 2               | Elia            | Jenny           | Rotes X oder Kreuzchensymbol für nein |
| 3               | Elia            | Darya           | Rotes X oder Kreuzchensymbol für nein |
| 4               | Mike            | Kim Virginia    | Rotes X oder Kreuzchensymbol für nein |
| 5               | Danilo          | Darya           | Grünes Häkchensymbol für ja           |
| 6               | Teezy           | Alicia          | Rotes X oder Kreuzchensymbol für nein |
| 7               | keine Match Box | keine Match Box | keine Match Box                       |
| 8               | Max             | Sabrina         | Rotes X oder Kreuzchensymbol für nein |
| 9               | Emanuell        | Steffi          | Grünes Häkchensymbol für ja           |
| 10              | Elia            | Alicia          | Grünes Häkchensymbol für ja           |
| Anmerkungen: 1. |                 |                 |                                       |

#### Matching Nights
| Matching Night 1      | Matching Night 1      | Matching Night 2      | Matching Night 2      | Matching Night 3      | Matching Night 3      | Matching Night 4      | Matching Night 4      | Matching Night 5          | Matching Night 5          | Matching Night 6          | Matching Night 6          | Matching Night 7          | Matching Night 7          | Matching Night 8                   | Matching Night 8                   | Matching Night 9          | Matching Night 9          | Matching Night 10      | Matching Night 10      |
| --------------------- | --------------------- | --------------------- | --------------------- | --------------------- | --------------------- | --------------------- | --------------------- | ------------------------- | ------------------------- | ------------------------- | ------------------------- | ------------------------- | ------------------------- | ---------------------------------- | ---------------------------------- | ------------------------- | ------------------------- | ---------------------- | ---------------------- |
| Frauenwahl            | Frauenwahl            | Männerwahl            | Männerwahl            | Frauenwahl            | Frauenwahl            | Männerwahl            | Männerwahl            | Frauenwahl                | Frauenwahl                | Männerwahl                | Männerwahl                | Frauenwahl                | Frauenwahl                | Männerwahl                         | Männerwahl                         | Frauenwahl                | Frauenwahl                | Frauenwahl             | Frauenwahl             |
| Anzahl der Lichter: 3 | Anzahl der Lichter: 3 | Anzahl der Lichter: 2 | Anzahl der Lichter: 2 | Anzahl der Lichter: 2 | Anzahl der Lichter: 2 | Anzahl der Lichter: 4 | Anzahl der Lichter: 4 | Anzahl der Lichter: 2 (3) | Anzahl der Lichter: 2 (3) | Anzahl der Lichter: 3 (4) | Anzahl der Lichter: 3 (4) | Anzahl der Lichter: 2 (3) | Anzahl der Lichter: 2 (3) | Anzahl der Lichter: 0 (1) BLACKOUT | Anzahl der Lichter: 0 (1) BLACKOUT | Anzahl der Lichter: 4 (6) | Anzahl der Lichter: 4 (6) | Anzahl der Lichter: 10 | Anzahl der Lichter: 10 |
| Danilo                | Darya                 | Danilo                | Paulina               | Danilo                | Darya                 | Danilo                | Darya                 | Danilo                    | Darya                     | Danilo                    | Darya                     | Danilo                    | Darya                     | Danilo                             | Darya                              | Danilo                    | Darya                     | Danilo                 | Darya                  |
| Elia                  | Jenny                 | Elia                  | Sandra                | Elia                  | Marie                 | Elia                  | Marie                 | Elia                      | Steffi                    | Elia                      | Marie                     | Elia                      | Steffi                    | Elia                               | Marie                              | Elia                      | Sandra                    | Elia                   | Alicia                 |
| Emanuell              | Sabrina               | Emanuell              | Darya                 | Emanuell              | Jenny                 | Emanuell              | Steffi                | Emanuell                  | Sabrina                   | Emanuell                  | Steffi                    | Emanuell                  | Sabrina                   | Emanuell                           | Sabrina                            | Emanuell                  | Steffi                    | Emanuell               | Steffi                 |
| Fabio                 | Marie                 | Fabio                 | Marie                 | Fabio                 | Shakira               | Fabio                 | Shakira               | Fabio                     | Marie                     | Fabio                     | Shakira                   | Fabio                     | Alicia                    | Fabio                              | Sandra                             | Fabio                     | Marie                     | Fabio                  | Marie                  |
| Teezy                 | Steffi                | Teezy                 | Steffi                | Teezy                 | Kim Virginia          | Teezy                 | Alicia                | Teezy                     | Kim Virginia              | Teezy                     | Kim Virginia              | Teezy                     | Kim Virginia              | Teezy                              | Paulina                            | Teezy                     | Kim Virginia              | Teezy                  | Kim Virginia           |
| Marvin                | Shakira               | Marvin                | Jenny                 | Marvin                | Steffi                | Marvin                | Jenny                 | Marvin                    | Jenny                     | Marvin                    | Jenny                     | Marvin                    | Paulina                   | Marvin                             | Jenny                              | Marvin                    | Shakira                   | Marvin                 | Shakira                |
| Max                   | -                     | Max                   | -                     | Max                   | -                     | Max                   | Paulina               | Max                       | Sandra                    | Max                       | -                         | Max                       | Shakira                   | Max                                | Kim Virginia                       | Max                       | Jenny                     | Max                    | Paulina                |
| Mike                  | Kim Virginia          | Mike                  | Sabrina               | Mike                  | Paulina               | Mike                  | -                     | Mike                      | Paulina                   | Mike                      | Paulina                   | Mike                      | Sandra                    | Mike                               | Steffi                             | Mike                      | Sabrina                   | Mike                   | Sabrina                |
| Paco                  | Sandra                | Paco                  | Kim Virginia          | Paco                  | Sandra                | Paco                  | Sabrina               | Paco                      | Shakira                   | Paco                      | Alicia                    | Paco                      | Jenny                     | Paco                               | Alicia                             | Paco                      | Paulina                   | Paco                   | Jenny                  |
| Peter                 | Alicia                | Peter                 | Shakira               | Peter                 | Sabrina               | Peter                 | Kim                   | Peter                     | -                         | Peter                     | Sabrina                   | Peter                     | -                         | Peter                              | -                                  | Peter                     | -                         | Peter                  | -                      |
| Steffen               | Paulina               | Steffen               | Alicia                | Steffen               | Alicia                | Steffen               | Sandra                | Steffen                   | Alicia                    | Steffen                   | Sandra                    | Steffen                   | Alicia                    | Steffen                            | Shakira                            | Steffen                   | Alicia                    | Steffen                | Sandra                 |

#### Perfect Matches
| Paar            | Paar         | Gefunden?                   |
| --------------- | ------------ | --------------------------- |
| Danilo          | Darya        | Grünes Häkchensymbol für ja |
| Elia            | Alicia       | Grünes Häkchensymbol für ja |
| Emanuell        | Steffi       | Grünes Häkchensymbol für ja |
| Fabio           | Marie        | Grünes Häkchensymbol für ja |
| Martini „Teezy“ | Kim Virginia | Grünes Häkchensymbol für ja |
| Marvin          | Shakira      | Grünes Häkchensymbol für ja |
| Max             | Paulina      | Grünes Häkchensymbol für ja |
| Mike            | Sabrina      | Grünes Häkchensymbol für ja |
| Paco            | Jenny        | Grünes Häkchensymbol für ja |
| Steffen         | Sandra       | Grünes Häkchensymbol für ja |
| Anmerkungen: 1. |              |                             |

### Staffel 4 (2024)
Die vierte Staffel von „Reality Stars in Love“ wurde im Frühjahr 2024 erneut auf Ko Samui (Thailand) gedreht und ab dem 26. Juli 2024 bei RTL+ ausgestrahlt. Die Moderation übernahm erneut Sophia Thomalla.

#### Teilnehmende
| Teilnehmer                | Alter | Wohnort   | Zuvor teilgenommen bei                           |
| ------------------------- | ----- | --------- | ------------------------------------------------ |
| Alexander „Alex“ Runow    | 28    | Mannheim  | First Dates, Die Bachelorette                    |
| Antonino De Niro          | 27    | Frankfurt | Temptation Island, AYTO S3                       |
| Chris Broy                | 35    | Köln      | Das Sommerhaus der Stars, Kampf der Realitystars |
| Kaan Aktas                | 27    | Duisburg  | Die Bachelorette, Bachelor in Paradise           |
| Lars Maucher              | 27    | Stuttgart | Die Bachelorette, Ex on the Beach                |
| Lukas Charles Baltruschat | 29    | Hamburg   | Die Bachelorette, Prominent getrennt             |
| Marc-Robin Wenz           | 29    | Karlsruhe | Temptation Island                                |
| Nikola Glumac             | 28    | München   | Temptation Island, Prominent getrennt            |
| Oguzhan „Ozan“ Gencel     | 27    | Hamburg   | Die Bachelorette, Bachelor in Paradise           |
| Tim Kühnel                | 27    | Stuttgart | Love Island, Prominent getrennt                  |

| Teilnehmerin                    | Alter | Wohnort   | Zuvor teilgenommen bei                                           |
| ------------------------------- | ----- | --------- | ---------------------------------------------------------------- |
| Anastasia Hale                  | 24    | Berlin    | Ex on the Beach                                                  |
| Asena Neuhoff                   | 27    | Köln      | Love Island                                                      |
| Dana Feist 1                    | 28    | Oldenburg | Love Island, Das Sommerhaus der Stars, AYTO S3                   |
| Emmy Russ                       | 24    | Madrid    | Beauty & The Nerd, Temptation Island VIP, Promi Big Brother      |
| Gabriela „Gabi“ Alves Rodrigues | 23    | Heilbronn | Ex on the Beach                                                  |
| Jennifer „Jenny“ Iglesias       | 25    | Köln      | Love Island, Promi Big Brother                                   |
| Laura Lettgen                   | 28    | München   | Love Island, AYTO S2                                             |
| Laura Morante                   | 33    | Essen     | Deutschland sucht den Superstar, Kampf der Realitystars, AYTO S1 |
| Linda Braunberger               | 23    |           | Germanys Next Topmodel                                           |
| Nadja Großmann                  | 24    | München   | Love Fool                                                        |
| Tara Tabitha                    | 31    | London    | Ex on the Beach, Ich bin ein Star – Holt mich hier raus!         |

#### Match Boxes
| 1                  | Marc-Robin | Laura L.  | Rotes X oder Kreuzchensymbol für nein |
| 2                  | Chris      | Emmy      | Grünes Häkchensymbol für ja           |
| 3                  | Alex       | Anastasia | Match verkauft                        |
| 4                  | Marc-Robin | Asena     | Rotes X oder Kreuzchensymbol für nein |
| 5                  | Nikola     | Laura M.  | Match verkauft                        |
| 6                  | Ozan       | Anastasia | Grünes Häkchensymbol für ja           |
| 7                  | Lukas      | Jenny     | Rotes X oder Kreuzchensymbol für nein |
| 8                  | Tim        | Linda     | Grünes Häkchensymbol für ja           |
| 9                  | Lars       | Laura L.  | Rotes X oder Kreuzchensymbol für nein |
| 10                 |            |           |                                       |
| Anmerkungen: 1. 2. |            |           |                                       |

#### Matching Nights
| Matching Night 1      | Matching Night 1      | Matching Night 2      | Matching Night 2      | Matching Night 3          | Matching Night 3          | Matching Night 4                   | Matching Night 4                   | Matching Night 5          | Matching Night 5          | Matching Night 6          | Matching Night 6          | Matching Night 7          | Matching Night 7          | Matching Night 8          | Matching Night 8          | Matching Night 9    | Matching Night 9    | Matching Night 10   | Matching Night 10   |
| --------------------- | --------------------- | --------------------- | --------------------- | ------------------------- | ------------------------- | ---------------------------------- | ---------------------------------- | ------------------------- | ------------------------- | ------------------------- | ------------------------- | ------------------------- | ------------------------- | ------------------------- | ------------------------- | ------------------- | ------------------- | ------------------- | ------------------- |
| Männerwahl            | Männerwahl            | Frauenwahl            | Frauenwahl            | Männerwahl                | Männerwahl                | Frauenwahl                         | Frauenwahl                         | Männerwahl                | Männerwahl                | Frauenwahl                | Frauenwahl                | Männerwahl                | Männerwahl                |                           |                           |                     |                     |                     |                     |
| Anzahl der Lichter: 2 | Anzahl der Lichter: 2 | Anzahl der Lichter: 3 | Anzahl der Lichter: 3 | Anzahl der Lichter: 2 (3) | Anzahl der Lichter: 2 (3) | Anzahl der Lichter: 0 (1) BLACKOUT | Anzahl der Lichter: 0 (1) BLACKOUT | Anzahl der Lichter: 4 (5) | Anzahl der Lichter: 4 (5) | Anzahl der Lichter: 4 (6) | Anzahl der Lichter: 4 (6) | Anzahl der Lichter: 4 (6) | Anzahl der Lichter: 4 (6) | Anzahl der Lichter: 4 (7) | Anzahl der Lichter: 4 (7) | Anzahl der Lichter: | Anzahl der Lichter: | Anzahl der Lichter: | Anzahl der Lichter: |
| Alex                  | Laura L.              | Alex                  | Jenny                 | Alex                      | Anastasia                 | Alex                               | Jenny                              | Alex                      | Gabi                      | Alex                      | Gabi                      | Alex                      | Gabi                      | Alex                      | Gabi                      | Alex                |                     | Alex                |                     |
| Antonino              | Laura M.              | Antonino              | Dana                  | Antonino                  | Nadja                     | Antonino                           | Nadja                              | Antonino                  | Asena                     | Antonino                  | Asena                     | Antonino                  | Asena                     | Antonino                  | Asena                     | Antonino            |                     | Antonino            |                     |
| Chris                 | Emmy                  | Chris                 | Emmy                  | Chris                     | Emmy                      | Chris                              | Emmy                               | Chris                     | Emmy                      | Chris                     | Emmy                      | Chris                     | Emmy                      | Chris                     | Emmy                      | Chris               | Emmy                | Chris               | Emmy                |
| Kaan                  | Asena                 | Kaan                  | Nadja                 | Kaan                      | Jenny                     | Kaan                               | Asena                              | Kaan                      | Tara                      | Kaan                      | Tara                      | Kaan                      | Tara                      | Kaan                      | Jenny                     | Kaan                |                     | Kaan                |                     |
| Lars                  | Nadja                 | Lars                  | Anastasia             | Lars                      | Gabi                      | Lars                               | Tara                               | Lars                      | Nadja                     | Lars                      | Dana                      | Lars                      | Laura L.                  | Lars                      | Laura L.                  | Lars                |                     | Lars                |                     |
| Lukas                 | Jenny                 | Lukas                 | Laura M.              | Lukas                     | Linda                     | Lukas                              | Gabi                               | Lukas                     | Jenny                     | Lukas                     | Jenny                     | Lukas                     | Dana                      | Lukas                     | Tara                      | Lukas               |                     | Lukas               |                     |
| Marc-Robin            | Anastasia             | Marc-Robin            | Asena                 | Marc-Robin                | Asena                     | Marc-Robin                         | Linda                              | Marc-Robin                | Anastasia                 | Marc-Robin                | Laura M.                  | Marc-Robin                | Laura M.                  | Marc-Robin                | Laura M.                  | Marc-Robin          |                     | Marc-Robin          |                     |
| Nikola                | Tara                  | Nikola                | Tara                  | Nikola                    | Laura L.                  | Nikola                             | Anastasia                          | Nikola                    | Laura L.                  | Nikola                    | Nadja                     | Nikola                    | Nadja                     | Nikola                    | Nadja                     | Nikola              |                     | Nikola              |                     |
| Ozan                  | Gabi                  | Ozan                  | Laura L.              | Ozan                      | Laura M.                  | Ozan                               | Laura M.                           | Ozan                      | Dana                      | Ozan                      | Anastasia                 | Ozan                      | Anastasia                 | Ozan                      | Anastasia                 | Ozan                | Anastasia           | Ozan                | Anastasia           |
| Tim                   | Linda                 | Tim                   | Linda                 | Tim                       | Dana                      | Tim                                | Laura L.                           | Tim                       | Linda                     | Tim                       | Linda                     | Tim                       | Linda                     | Tim                       | Linda                     | Tim                 | Linda               | Tim                 | Linda               |
| -                     | Dana                  | -                     | Gabi                  | -                         | Tara                      | -                                  | Dana                               | -                         | Laura M.                  | -                         | Laura L.                  | -                         | Jenny                     | -                         | Dana                      | -                   |                     | -                   |                     |

#### Perfect Matches
| Paar  | Paar      | Gefunden?                   |
| ----- | --------- | --------------------------- |
| Chris | Emmy      | Grünes Häkchensymbol für ja |
| Ozan  | Anastasia | Grünes Häkchensymbol für ja |
| Tim   | Linda     | Grünes Häkchensymbol für ja |
|       |           |                             |
|       |           |                             |
|       |           |                             |
|       |           |                             |
|       |           |                             |
|       |           |                             |
|       |           |                             |